# Зарифово училище
Зарифовото училище (на гръцки: Ζαρίφειος Σχολή Φιλιππουπόλεως) е гръцко училище, създадено през 1875 г. в Пловдив, тогава в Османската империя. За кратко време то се превръща в един от най-значимите гръцки образователни центрове в района на Тракия, като привлича преподаватели от Гърция и Западна Европа и е просъществувал до 1906. Училището е едно от първите гръцки училища извън Гърция, които са въвели основно и средно образование за момичета.

## История
До началото на XX век, гръцката общност е една от трите най-многобройните етнически общности в Пловдив, след българите и турците. Гръцкото образование в града процъфтява в продължение на XIX век и достига своя връх през 1880-те години. В този момент в града са функционирали осем гръцки училища: едно училище за момчета, три взаимни училища, едно централно, едно районно училище за момичета и две педагогически академии. Има и две частни енорийски училища с учители-духовници.
Училището е създадено през 1875 г., благодарение на инициативата на Комитета по образование на гръците в Тракия и спонсорирано от банкера Георгий Зарифис, една от видните личности в османската столица на стопанския живот по това това време. Освен това Зарифис дава годишно около 1000 паунда за училищни нужди.
Училище скоро става известно учебно заведение за гръцката общност в и извън региона на Източна Румелия и Тракия. За повишаване на своя авторитет и престиж, училището разширява своите контакти с видни и образователни институции в Гърция и Западна Европа. Освен това то привлича университетски преподаватели в областта филология, математика и теология от столицата на Гърция, Атина, както и преподаватели от Франция и Германия.
През 1881 г. гръцките училища в Пловдив са синхронизирали учебния си план с училищата в Гърция, а от 1885 г. са издадени сертификати, идентични на средните училища в Гърция. През 1906 г., по време на антигръцките вълнения в България, гръцките училищата в Пловдив са затворени, и останалите студенти са прехвърлени в местните френски колежи – „Свети Августин“ и „Свети Йосиф“.
По-късно сградата му е използвана от техникума по битова елекроника.

## Преподаватели
- Атанасиос Филактос (1859 – 1924), революционер
- Власиос Скорделис (1835 – 1898)
- Гавриил Ятрудакис (1850 – 1906), духовник
- Георгиос Константинидис (1853-), историк
- Григорий Бернардакис (1848 – 1925), филолог
- Христос Цундас (1857 – 1913), археолог

## Възпитаници
- Апостол Доксиадис (1873-1942), лекар
- Апостолос Николаидис (1896 – 1980), спортист
- Фотий II Константинопол (1874 – 1935), духовник
- Костас Варналис (1884 – 1974), поет
- Хрисостомос Хрисомалидис (1872-), духовник